# Ferrari Daytona SP3
Den här artikeln handlar om den moderna sportbilen. För 1970-talets sportbil, se Ferrari Daytona.
Ferrari Daytona SP3 är en sportbil som den italienska biltillverkaren Ferrari presenterade i november 2021.
Motor och växellåda hämtas från 812 Competizione, medan chassit kommer från  LaFerrari. Karossen är inspirerad av 1960-talets sportvagnsprototyper 330 P3/P4. 
Ferrari ska bygga 599 exemplar till ett pris av €2 000 000 styck plus lokal moms. Dessa kommer att erbjudas exklusivt till trogna kunder såsom Zlatan Ibrahimović och Per Gessle, och alla är redan sålda.

## Tekniska data
| Tekniska data                  | Ferrari Daytona SP3                                                   |
| ------------------------------ | --------------------------------------------------------------------- |
| Motor:                         | 12-cylindrig 65° V-motor                                              |
| Cylindervolym:                 | 6 496 cm³                                                             |
| Borrning x slaglängd:          | 94,0×78,0 mm                                                          |
| Max effekt vid varvtal:        | 840 hk vid 9 250 v/min                                                |
| Max vridmoment vid varvtal:    | 697 Nm vid 7 250 v/min                                                |
| Kompression:                   | 13,6:1                                                                |
| Ventilstyrning:                | Dubbla överliggande kamaxlar per cylinderrad, 4 ventiler per cylinder |
| Bränslesystem:                 | Direktinsprutning                                                     |
| Växellåda:                     | 7-växlad växellåda med dubbelkoppling                                 |
| Bromsar:                       | Keramiska skivbromsar                                                 |
| Däck:                          | Fram: 265/30 ZR20 Bak: 345/30 ZR21                                    |
| Hjulbas:                       | 2 651 mm                                                              |
| L × B × H:                     | 4686 × 2050 × 1142 mm                                                 |
| Torrvikt:                      | 1 485 kg                                                              |
| Acceleration 0–100 km/h:       | 2,85 s                                                                |
| Acceleration 0–200 km/h:       | 7,4 s                                                                 |
| Topphastighet:                 | <340 km/h                                                             |
| Bränsleförbrukning per 100 km: |                                                                       |
| CO2-utsläpp per km:            |                                                                       |